# Meragenes
Meragenes (Moeragenes, Μοιραγένης) fou un guàrdia reial de la cort egipcia.
El ministre Agàtocles el va considerar injustament sospitós de ser favorable a Tlepòlem i altres que conspiraven contra ell i va ordenar a Nicostrat, sacerdot d'Isis, d'interrogar al militar sota tortura.
Per circumstàncies estranyes Meragenes es va quedar sol a la sala de tortura i va poder fugir cap al campament dels guàrdies, on va aconseguir iniciar la revolta entre els seus homes, que finalment va enderrocar a Agàtocles (202 aC).